# 密关路
密关路又称北京省道205线（或205省道、“S205线”）是北京的一条省道，起于密云县道043新南路南菜园西口，终于密云国道234兴阳线（原琉辛路）白河大桥北口，全程24.65公里，有5条支线：县道915小水峪支线（0.34公里）、县道916水堡子支线（0.394公里）、县道917王庄支线（0.89公里）、县道918黑龙潭支线（2.163公里）、县道919西智支线（0.638公里）。